# Einar Gerhardsen
Einar Henry Gerhardsen (født Einar Henry Olsen, 10. maj 1897 i Asker – 19. september 1987 i Oslo) var en norsk politiker fra Arbeiderpartiet, der var Norges statsminister gennem 3 perioder; 1945-1951, 1955-1963 og 1963-1965. Det gør ham til landets længst siddende statsminister siden indførelsen af parlamentarismen. I Norge er han kendt under kaldenavnet "landsfaderen", og han er ofte omtalt som en af hovedarkitekterne bag den norske velfærdsstat, der voksede frem i årene efter anden verdenskrig.
Men Gerhardsen var en af meget få norske politikere, der har siddet i fængsel for opvigleri (i 1924 for sammen med Oscar Torp at have opfordret værnepligtige til at sabotere militærtjenesten), og Gerhardsen trak selv på smilebåndet af tilnavnet "landsfader". Tværtimod havde han været yderst kontroversiel og havde hele partiledelsen imod sig i sin udenrigspolitiske tænkning i 1950'erne. Han sagde, at den gang havde han ingen støtte fået.

## Baggrund
Gerhardsen, der oprindeligt var ansat ved vejvæsenet i Kristiania, blev politisk aktiv i den socialistiske arbejderbevægelse i 1920'erne. Han var fra 1919 til 1926 centralstyremedlem i Norges Kommunistiske Ungdomsforbund, men skiftede senere til Arbeiderpartiet. Han blev i 1945 partiets formand, og sad helt frem til 1965. En overgang var Gerhardsen desuden borgmester i Oslo.

## Samarbejde med Sovjetunionen
I sin samtid var Gerhardsen meget omdiskuteret. I november 1955 var han det første statsoverhoved fra Vesten, der aflagde officielt besøg i Sovjetunionen. Indbydelsen vakte opsigt i hele den vestlige verden. Gerhardsen afgjorde, at kun to journalister (fra NRK og NTB), samt to fotografer, fik lov til at være med. Efter at Norge blev medlem i Nato i 1949, og Natos atomstrategi fra 1954 betød, at en krig i Europa kunne udkæmpes med atomvåben, anså Gerhardsen sit statsbesøg i Kreml som en anledning til at modvirke krigsfaren og spændingerne under den kolde krig: "Det er i Norges interesse, og jeg tror i den almindelige freds interesse." Men besøget foruroligede Arbeiderpartiets indre kreds, der mistænkte, at russerne ville presse Norge til at forlade Nato.
Der gik også rygter om, at Gerhardsens kone Werna havde en affære kørende med den russiske diplomat Jevgenij Beljakov, og ægteparrets omfattende kontakt med sovjetiske diplomater medførte, at det norske overvågningspoliti holdt dem begge under opsigt. Werna blev mistænkt for at være russisk spion, og KGB skal have gjort hende opmærksom på, at de havde kompromitterede fotos af hende og Beljakov. Det er imidlertid aldrig blevet bevist, og heller ikke sønnen Rune Gerhardsen kom til bunds i sagen, da han bad om adgang til arkiverne.
Ved afrejsen fra Fornebu lufthavn dukkede KGB-manden Viktor Grusjko også op med roser til Werna, der glædesstrålende klappede ham på kinden. Mens Gerhardsens var i Rusland, samtalte LOs formand Konrad Nordahl og udenrigsminister Halvard Lange om den russiske infiltrering, der foregik i statsministerens familie. Allerede under den første samtale i Kreml kritiserede Nikita Khrusjtjov Norges Nato-medlemskab, selv om Norge havde gjort det klart, at man ikke ønskede at diskutere sikkerhedspolitiske spørgsmål. Khrusjtjov foreslog et udvidet samarbeide mellem Arbeiderpartiet og det sovjetiske kommunistparti. Gerhardsen påpegede, at i Norge er stat og parti adskilt, og han kunne ikke blande sine roller som statsminister og partileder. Khrusjtjov understregede, at han ikke ønskede noget uvenskab mellem Norge og USA, kun en yderligere forsikring om, Nato-styrker ikke fik oprettet baser på norsk jord i den hensigt at angribe Sovjetunionen. Han omtalte også Sovjetunionens forhold til Danmark; at sovjetiske tankskibe var blevet bygget ved danske skibsværfter, men da det ophørte, afsluttede Rusland sine handelsforbindelser med Danmark. For Gerhardsen var det svært at balancere mellem at være en brobygger, uden at ødelægge Norges forhold til allierede Nato-lande, og Khrusjtjov "forstod Norges rolle og ønskede ikke at sætte Norge i en vanskelig situation overfor sine dårlige allierede". Men den fælles udtalelse, Gerhardsen og Khrusjtjov begge underskrev, blev modtaget med raseri af Arbeiderpartiets ledelse. LO-formand Nordahl afviste den, støttet af Haakon Lie. Gerhardsen blev også skarpt kritiseret af norsk presse for den måde, han havde nægtet den adgang til at følge ham under statsbesøget i Rusland, der måtte regnes som en vigtig politisk hændelse.